# Vintergärdsmyg
Vintergärdsmyg (Troglodytes hiemalis) är en nordamerikansk fågel i familjen gärdsmygar inom ordningen tättingar. Tidigare behandlades den som en del av gärdsmygen.

## Utseende och läten
Stillahavsgärdsmygen är en mycket liten och mörk gärdsmyg liten näbb, ljust ögonbrynsstreck och en kort stjärt som den nästan alltid håller rest. Fjäderdräkten är mörkbrun med tvärband ovan och även på flankerna, ljusprickade tertialer och ljusare strupe. Den är mycket lik både stillahavsgärdsmygen och eurasiska gärdsmygen, men skiljer sig från den förra genom något kortare stjärt, längre vingar vingar, ljusare och mindre rödbrun fjäderdräkt, mer vitprickig ovansida och vit snarare än beigefärgad på ögonbrynet och fläckarna på tertialerna. Skillnaderna mot gärdsmygen har ännu inte helt fastställts, men verkar mindre fläckad på bröstet och övre delen av flankerna.

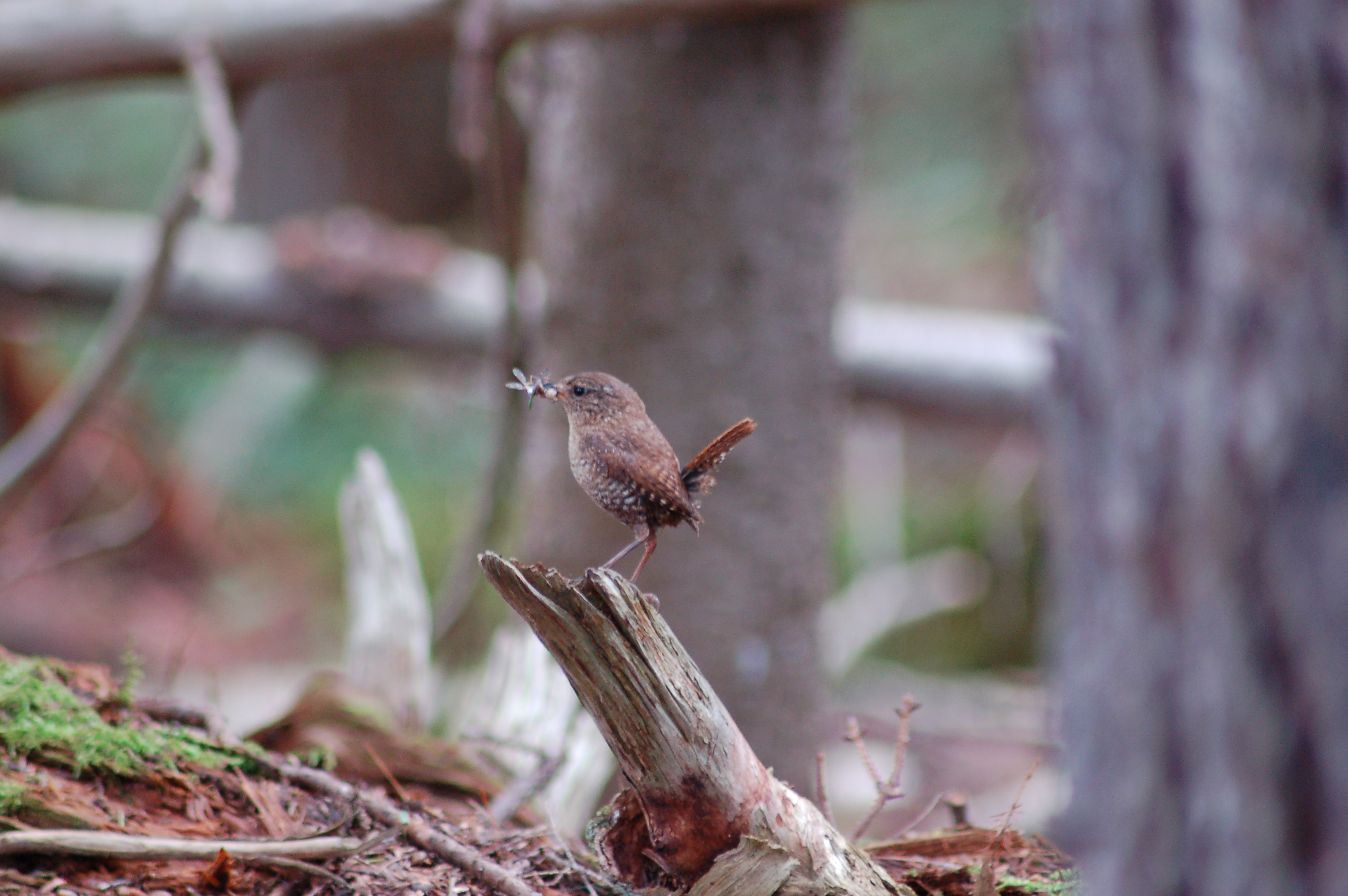
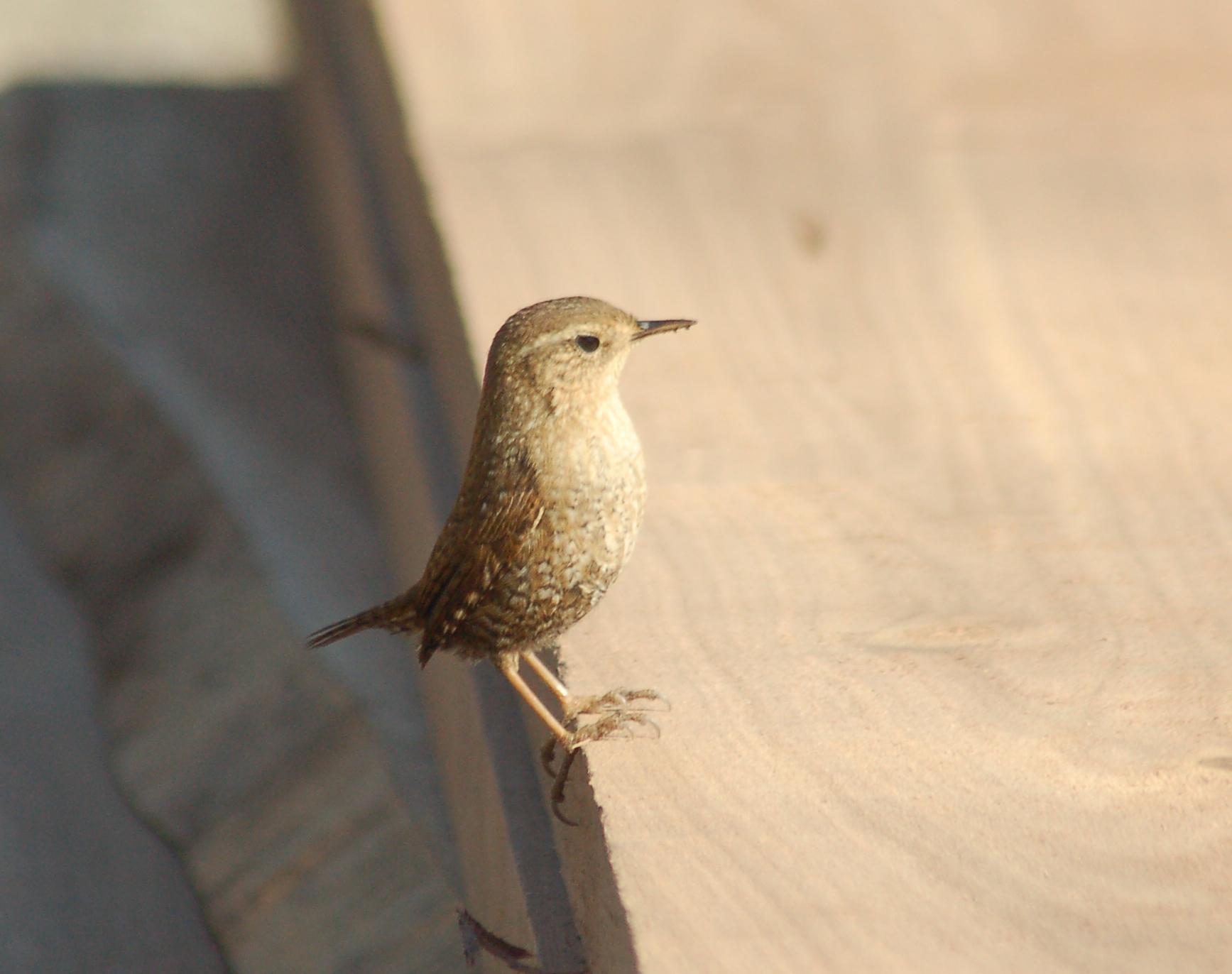
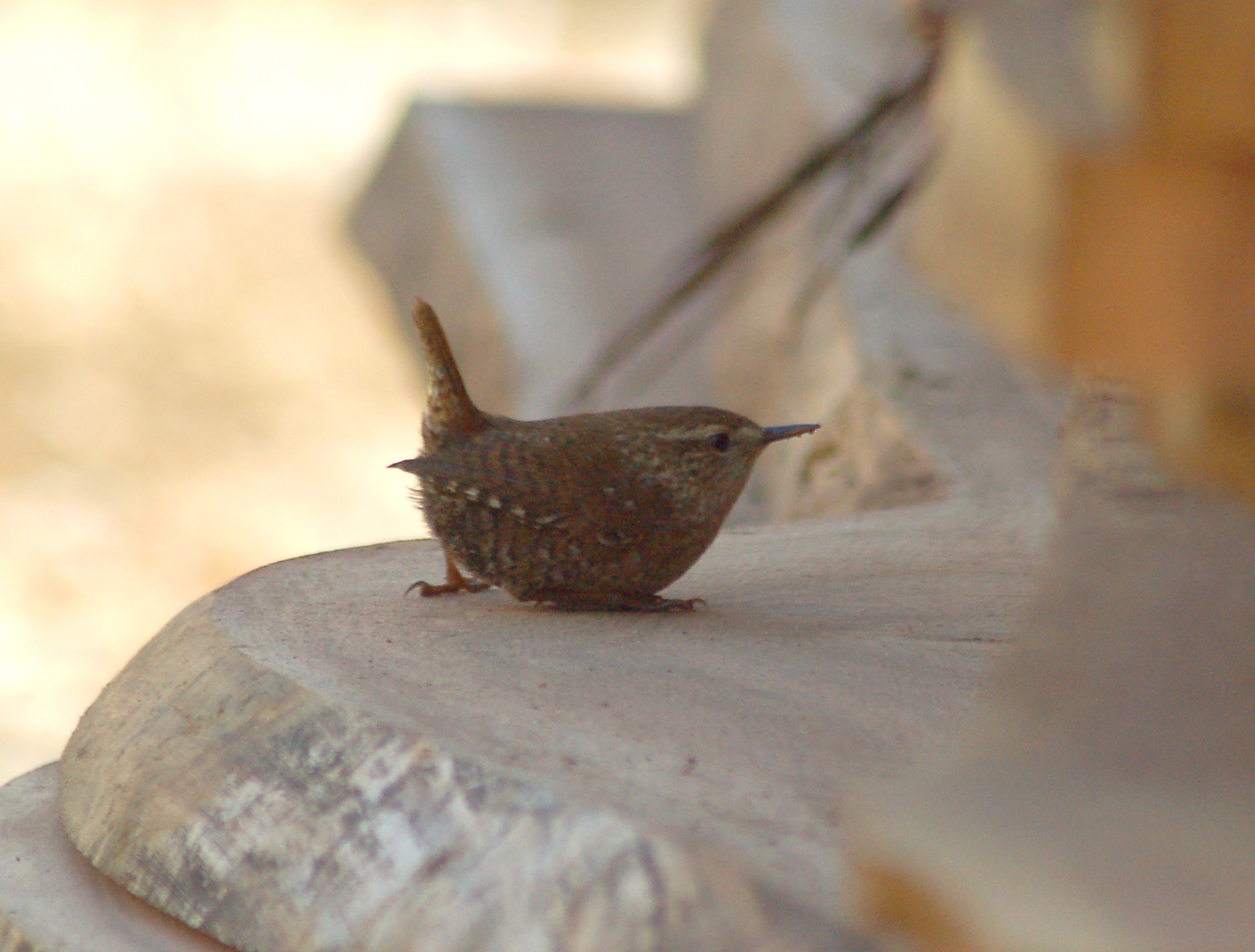

Liksom sina nära släktingar har stillahavsgärdsmygen en lång, komplex och påfallande ljudstark sång för att komma från en så liten fågel, en serie klingande drillar som pågår i fem till tio sekunder. Jämfört med stillahavsgärdsmygen är den mjukare, mindre varierad och mer musikalisk. Kontaktlätet är ett mörkare "jip-jip" påminnande om sångsparv jämfört med stilahavsgärdsmygens ljusa och hårda ”chat-chat", jämfört med vintergärdsmygens .

## Utbredning och systematik
Vintergärdsmyg delas in i två underarter med följande utbredning:
- Troglodytes hiemalis hiemalis – förekommer i östra Nordamerika, från centrala Kanada österut till Newfoundland och i nordöstra USA från Minnesota till Maine i öster och Pennsylvania i söder; vintertid från södra Kanada (södra Ontario) söderut till Texas och norra Florida, sällsynt till nordöstra Mexiko
- Troglodytes hiemalis pullus – förekommer i Appalacherna, från West Virginia och västra Virginia söderut till norra Georgia; utbredningen vintertid är okänd

### Artstatus
Vintergärdsmyg kategoriserades tidigare som en underartsgrupp av gärdsmyg (T. troglodytes’’), vilket även var fallet för stillahavsgärdsmygen (’’T. pacificus’’) som förekommer i västra Nordamerika. 
Relationen mellan hiemalis-gärdsmygarna i östra Nordamerika och troglodytes-gärdsmygarna i Eurasien är fortfarande oklar. Deras utbredningsområden överlappar inte och de morfologiska skillnaderna är små. Dock skiljer sig deras sång tydligt åt.
Studier visar att utbredningsområden för stillahavsgärdsmyg och vintergärdsmyg överlappar och att det i detta område inte förekommer någon nämnvärd hybridisering. Andra studier indikerar att de båda taxonen sist delade en gemensam förfader för ungefär 4,3 miljoner år sedan och att dessa sedan isolerades, precis som många andra skogslevande fågelarter i Nordamerika, av inlandsisen under pleistocen. På grund av detta behandlar idag de allra flesta auktoriteter taxonet pacificus som en egen art.

## Levnadssätt
Vintergärdsmygen hittas i fuktiga och skuggiga skogsområden där den klättrar runt på lågor och rotvältor. Det är dåligt känt huruvida det råder skillnader i häckningsbiologin gentemot stillahavsgärdsmygen som lägger ägg från början till mitten av april i Oregon, mitten av april i British Columbia och slutet av maj i Alaska, och lägger två eller tre kullar per häckningssäsong.

## Status
Artens population har inte uppskattats och dess populationstrend är okänd, men utbredningsområdet är relativt stort. Internationella naturvårdsunionen IUCN anser inte att den är hotad och placerar den därför i kategorin livskraftig.